# Caboet
Els Caboet foren uns senyors feudals de l'Alt Urgell que ocuparen l'antiga vall de Caboet, actualment anomenada vall de Cabó. La vall fou seu de la Casa de Caboet, ells tenien el control sobre les valls de Cabó i la vall de Sant Joan (actualment al terme de les Valls de Valira, terme fronterer amb Andorra).
La Casa de Caboet foren súbdits fidels dels bisbes d'Urgell i a mitjans del segle xi ja tenen infeudades les Valls d'Andorra. El llinatge dels Caboet ja és documentat a mitjan segle x.
A començament del segle xi regia Caboet Isarn, que transmeté la vall al seu fill Guitard, mort vers el 1095. Seguiren el llinatge Guillem Guitard, Miró Guitard, Ramon i finalment Arnau (mort el 1170) amb el qual s'extingí la línia masculina.
Arnau de Caboet era pare d'Arnaua o Arnalda de Caboet, que morí el 1201 o el 1203. Arnalda, senyora de les valls de Caboet, Andorra, i vall de Sant Joan es quedà sota la protecció del bisbe d'Urgell, aquest li concertà matrimoni amb Bertran de Tarascó i la dotà el 1180 amb les tres valls, de les quals es reservà la sobirania.
Un cop vídua es va casar amb el Vescomte de Castellbò, Arnau, i un cop mort el seu primer fill del primer matrimoni cedí al vecomte els drets de les tres valls el 1199. L'única filla d'Arnalda de Caboet i Arnau de Castellbò, Ermessenda, es casà amb Roger Bernat II de Foix, unint així les cases de Caboet, Castellbò i Foix.

## Orígens dels feus d'Andorra
Els Caboet es convertiren en infeudataris d'Andorra perquè els senyor de les Valls d'Andorra, és a dir els bisbes d'Urgell es van veure obligats a demanar ajuda i protecció als senyorius més pròxims a fi de defensar-se dels diversos atacs dels quals eren objecte, en particular els Comtes d'Urgell.
Un primer jurament, signat l'any 1095 entre la Casa de Caboet i l'Església d'Urgell, és confirmat l'any 1159 per un tractat entre el vescomte Arnau de Caboet i Bernat Sanç, bisbe d'Urgell. Aquest tractat recorda la sobirania de l'Església d'Urgell sobre Andorra, així com la donació en feu de les valls d'Andorra a la Casa de Caboet i la seva posició de feudatari, és a dir que estava clarament estipulat que la Casa de Caboet no posseïa més drets sobre Andorra que els polítics, militars i judicials, quedant exclosos els drets de sobirania.
El bisbe d'Urgell, preocupat en veure participar la Casa de Castellbò en els drets sobre Andorra a través d'aquesta unió, fa jurar als andorrans, el gener de 1186, que no reconeixerien Arnau de Castellbò com llur senyor sense el seu consentiment.

## Greuges de Guitard Isarn, senyor de Caboet
Un dels documents més antics escrits en llengua catalana que ens ha arribat és el dels Greuges de Guitard Isarn, senyor de Caboet, datat a final del segle XI o primers anys del segle XII.
L’església romànica de Sant Serni de Cabó, Alt Urgell, acull un centre d’Interpretació sobre el llinatge dels senyors de Caboet i el manuscrit dels Greuges de Guitard Isarn.